# Tachydromia schwarzii
Tachydromia schwarzii är en tvåvingeart som beskrevs av Daniel William Coquillett 1895. Tachydromia schwarzii ingår i släktet Tachydromia och familjen puckeldansflugor. Inga underarter finns listade i Catalogue of Life.